# 14345 Gritsevich
14345 Gritsevich eller 1985 PO är en asteroid i huvudbältet som upptäcktes den 14 augusti 1985 av den amerikanske astronomen Edward L.G. Bowell vid Anderson Mesa Station. Den är uppkallad efter Maria Gritsevich.